# Montes de Zuera
Los Montes de Zuera son un conjunto de montes en las inmediaciones de Zuera, en Aragón, España, que se localiza a unos 20 km de la capital Zaragoza. Se encuentra declarada Lugar de Interés Comunitario (LIC) y Zona de Especial Protección de las Aves (ZEPA), por lo que aparece reflejada en el registro europeo de espacios protegidos de la Red Natura 2000.

## Situación geográfica
La parte norte de la sierra se conoce también como sierra de las Pedrosas, cuyas estribaciones al noroeste llegan hasta el municipio de Gurrea de Gállego, ya provincia de Huesca. La serranía que forman estos montes junto con los de Montes de Castejón, son conocidos también en algunas voces como Muela del Castellar. La separación de estas dos sierras, que asimismo coincide con la de los términos municipales de las dos localidades, se da en una ralla (cresta en Aragonés) de unos 9 km de orientación norte-sur, claramente visible desde ciertas zonas cercanas. Dicha ralla coincide con el conocido como Camino del Cerro de Castejón, por el que también transcurre la Cañada Real de la Muga de Zuera, desde el paraje del Cubilar Hondo hasta el Alto de Esteban, puerto de montaña de 700 m de altitud en la carretera A-1102.
La serranía que forman estos montes junto con los de Montes de Castejón, son conocidos también en algunas voces como Muela del Castellar. Podríamos decir que la separación entre las dos sierras coincidiría con la siguiente relación:
- Cuadrante nordeste de la serranía, o Montes de Castejón.
- Cuadrantes noroeste y suroeste de la serranía, los propiamente dichos Montes de Zuera.

## Clima
El clima mediterráneo continentalizado prevalece en la zona. La temperatura media anual es de 16 °C. El mes más cálido es julio, con una temperatura media de 28 °C, y el más frío enero con una media de 6 °C. El promedio de la precipitación anual es de 538 milímetros. El mes más lluvioso es noviembre, con un promedio de 81 mm de precipitación, y el más seco es agosto, con de 24 mm de lluvia.

## Flora y fauna
La zona tiene importantes masas de Pinus halepensis o pino carrasco, que forma parte fundamental del estrato arbóreo junto con la carrasca (Quercus ilex), siendo la coscoja (Quercus coccifera), las lamiáceas (Rosmarinus, Thymus, etc.), jaras (Cistus sp.), enebros y sabinas (Juniperus), las más comunes en el estrato arbustivo, y vivaces como las orquídeas (Orchidaceae). La mayoría de la masa forestal se estableció en repoblaciones forestales desde finales del siglo XIX hasta nuestros días, principalmente para mantener la cubierta vegetal tras incendiarse dichas masas. Además podemos apreciar a día de hoy ciertos árboles monumentales como el Pino de Valdenavarro, declarado bien natural en 2015 dentro del Catálogo de árboles y arboledas singulares de Aragón.
Es una zona con incendios forestales recurrentes, y especies vegetales éstas adaptadas a ello. El último gran incendio sucedió durante el verano de 2008 calcinando más de 2.200 ha en total junto con las masas forestales de los Montes de Castejón. Patente queda esa recurrencia, pues, asimismo trece años atrás, en 1995 ardieron 4200 ha en la zona cercana a La Palomera, pese a tener en este punto un Puesto Fijo de Vigilancia contra incendios establecido en los años setenta, desde el que a día de hoy se observa de posibles conatos las veinticuatro horas del día, con personal autonómico y local. Esta lucha constante entre el fuego y los pueblos se utiliza como una herramienta de educación ambiental gracias a la interpretación que desde los últimos años se puede dar en dichos montes, sin dejar de ser el fuego un ente propio, pero peligroso y al que controlar.
En lo que respecta a la fauna entre los mamíferos comunes podemos encontrar jabalí (Sus scrofa), zorro o rabosa (Vulpes vulpes) o liebre común (Lepus europaeus). Las aves que se pueden observar con asiduidad son los buitres leonados (Gyps fulvus), las collalbas (Oenanthe sp.), los milanos negros (Milvus migrans), o los cernícalos (Falco sp.).

## Figuras de protección
Los Montes de Zuera cuentan con la protección comunitaria de la Unión Europea catalogados como Lugar de Interés Comunitario con la denominación de "LIC Montes de Zuera", como parte de la Red Natura 2000.
Además dichos montes están encuadrados en una serranía de la que también forman parte los Montes de Castejón, y El Castellar (espacio natural), en una zona protegida con la figura de Zona de Especial Protección para las Aves denominado "ZEPA Montes de Zuera, Castejón de Valdejasa y El Castellar", también dentro de la Red Natura 2000.